# Honey Nway Oo
Honey Nway Oo (birmanês:  ဟန်နီနွေဦး; nascida em 19 de março de 1999) é uma ex-atriz birmanesa e atual oficial da Força Armada Estudantil (FAE). Inicialmente trabalhando como atriz, ela se opôs abertamente ao Tatmadaw após o golpe de Estado em Mianmar em 2021 e deixou sua carreira de atriz para se juntar à Força Armada Estudantil; foi expedido um mandado de prisão contra ela. Honey é considerada uma das revolucionárias mais proeminentes em Mianmar e é frequentemente chamada de "garota do povo" por seu papel nos movimentos anti-golpe.

## Juventude e educação
Honey Nway Oo nasceu em 19 de março de 1999 em Yangon e tem ascendência mista birmanesa-aracanesa. Ela concluiu o ensino fundamental e o ensino superior em Yangon. Continuou seus estudos na Universidade de Línguas Estrangeiras de Yangon, onde obteve um bacharelado (alemão) em 2020. Ela foi escolhida como a "rainha da beleza da universidade" quando era caloura. Em 2018, fundou o primeiro time de futebol da universidade e atuou como sua capitã.

## Carreira de atriz
Enquanto estudava alemão na universidade, Honey começou a modelar para revistas locais e videoclipes em 2019. Ela apareceu em mais de 20 comerciais de TV e foi embaixadora da marca Oppo. Fez sua estreia como atriz em um papel principal no filme Yangon In Love de 2020. Ela participou da organização sem fins lucrativos Care Teen, que fornece material escolar e serviços de saúde e educação para crianças carentes.

## Carreira rebelde
Após o golpe de Estado de 2021, Honey organizou protestos antigolpe e partiu para a selva. Ela, junto com várias outras celebridades, foi acusada de pedir participação no Movimento de Desobediência Civil, prejudicando a capacidade estatal de governar, apoiando o Comitê Representante Pyidaungsu Hluttaw e, em geral, incitando o povo a perturbar a paz e a estabilidade da nação. Em 3 de julho de 2021, as forças militares chegaram à casa da sua família no município de Lanmadaw e afixaram um aviso declarando que a casa tinha sido confiscada pela junta militar. Honey mais tarde se juntou a um grupo de resistência, a Força Armada Estudantil e atualmente está servindo como oficial sênior. Durante a cerimônia de formatura do treinamento militar, ela recebeu o prêmio de atiradora da Força Armada Estudantil.